# Pachypleurum xizangense
Pachypleurum xizangense là một loài thực vật có hoa trong họ Hoa tán. Loài này được H.T. Chang & Shan mô tả khoa học đầu tiên năm 1980.